# خافي خيمينيز (لاعب كرة قدم)
خافي خيمينيز (بالإسبانية: Javier Jiménez Santafé) هو لاعب كرة قدم إسباني في مركز الوسط، ولد في 21 يناير 1979 في سانتا كولوما دي جرامانيت في إسبانيا. لعب مع ريكرياتيفو وسيوداد دي مورسيا ونادي أوندا ونادي البسيط ونادي إلتشي ونادي سان أندرو ونادي فياريال ونادي لاردة.

## وصلات خارجية
- خافي خيمينيز (لاعب كرة قدم) على موقع قاعدة بيانات كرة القدم.إي يو (الإنجليزية)
- خافي خيمينيز (لاعب كرة قدم) على موقع Soccerway.com (الإنجليزية)
- خافي خيمينيز (لاعب كرة قدم) على موقع AS.com (الإسبانية)